# Andrew Holness

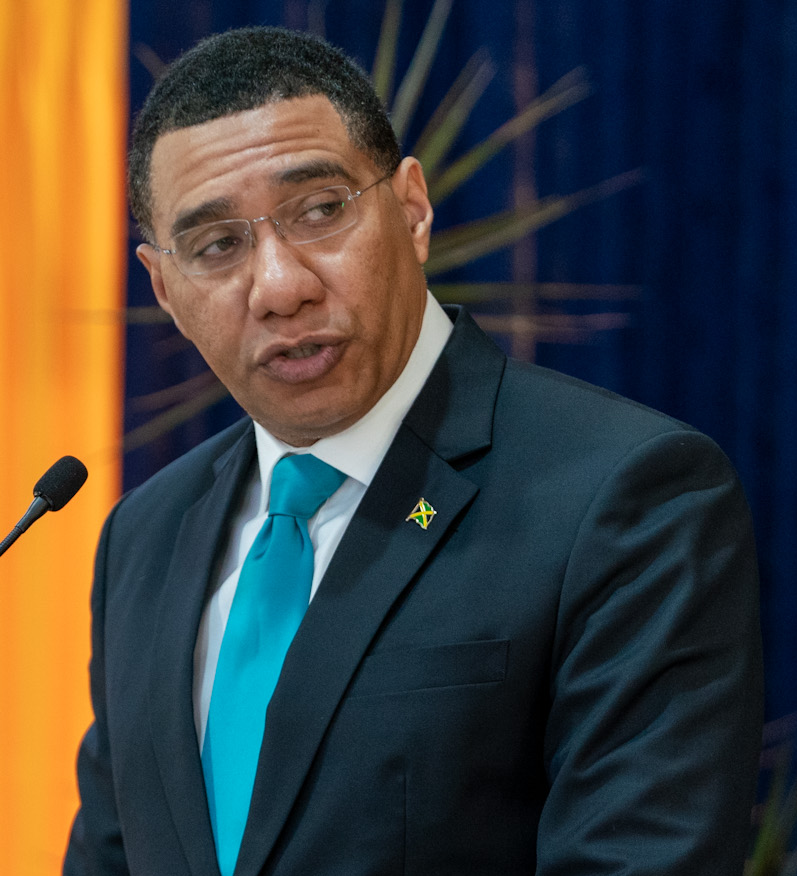
Andrew Holness

Andrew Holness (* 22. Juli 1972 in Spanish Town, St. Catherine) ist ein jamaikanischer Politiker der Jamaica Labour Party (JLP). Er war vom 23. Oktober 2011 bis zum 5. Januar 2012 und ist erneut seit dem 3. März 2016 Premierminister Jamaikas.

## Leben
Holness besuchte bis 1988 die St. Catherine High School und studierte anschließend an der University of the West Indies, wo er den Bachelor-Abschluss in Management Studies und den Master in Development Studies (Entwicklungsforschung) erwarb. Von 1994 bis 1996 war er als Executive Director der Voluntary Organization for Uplifting Children tätig. 1996 ging er zur Premium Group of Companies und wurde dort Special Assistant von Edward Seaga.
Holness ist verheiratet und hat zwei Kinder.

## Politik
Bei der Parlamentswahl 1997 wurde Holness als Kandidat der Jamaica Labour Party für den Wahlkreis West Central St. Andrew ins Repräsentantenhaus gewählt, seitdem gehört er ohne Unterbrechungen dem jamaikanischen Parlament an. Von 1999 bis 2002 war er Sprecher der Opposition für Land und Entwicklung, zwischenzeitlich wurde er wohnungspolitischer Sprecher der JLP, ab 2005 war er Oppositionssprecher für Bildungspolitik.
Nachdem die JLP bei der Parlamentswahl im September 2007 die Regierungsmehrheit errang, wurde Holness am 14. September als Bildungsminister vereidigt.
Nachdem Bruce Golding Ende September 2011 angekündigt hatte, von seinen Ämtern als Parteivorsitzender der JLP und Premierminister Jamaikas zurückzutreten, sagte Anfang Oktober eine Gruppe von JLP-Parlamentariern, unter denen sich auch die anderen potentiellen Nachfolger befanden, Holness ihre Unterstützung bei der Nachfolge Goldings zu. Holness wurde am 23. Oktober als neunter Premierminister Jamaikas vereidigt und auf dem Parteitag am 20. November 2011 wie erwartet auch zu Goldings Nachfolger als Parteivorsitzender gewählt. Am 4. Dezember kündigte Holness, wie von der oppositionellen People’s National Party (PNP) bereits anlässlich des Führungswechsels gefordert, Neuwahlen für den 29. Dezember 2011 an. Die PNP gewann die Wahl mit 42 Sitzen vor 21 für die JLP, neue Premierministerin wurde Portia Simpson Miller, Holness wurde Oppositionsführer im Repräsentantenhaus. Bei den Parlamentswahlen vom 25. Februar 2016 wurde die JLP erneut stärkste Partei und Holness erneut Premierminister. Bei der Parlamentswahl am 3. September 2020 gewann die JLP erneut und am 7. September trat Holness seine dritte Amtszeit als Premierminister an.
Anlässlich des Besuches des britischen Prinzen William und seiner Ehefrau Prinzessin Kate am 23. März 2022 deutete er eine Lossagung des Landes von der Krone an.